# Can Oleo
Can Oleo és un edifici del segle XV que al segle XV pertanyia a la família Thomàs, que es dedicava a armar naus corsàries. L’any 1443, Pere Vivot i Pacs l’adquirí, l’engrandí i reconstruí. El 1685 va passar a mans de la família Oms. Diversos canvis de propietaris de l’edifici varen anar ocorrent fins que des de principis del segle XIX fins a començaments del segle XX va ser propietat de la família Oleo, família d’origen menorquí. Aquest edifici també va formar part de la Societat Arqueològica Lul·liana. Finalment l’any 1976 fou propietat del Ministeri d’Educació, sent aquest el darrer propietari d’aquest edifici. A partir de 2003, és la nova seu de la Universitat de les Illes Balears (UIB) al centre de Palma.
La façana té un parament llis , senzill i desornamentat, amb una gran escala del pati gòtica i amb una excel·lent barana gòtica de pedra amb deu plafons i rosetons circulars de calat ogival.
El pati manté un espai gòtic. Al vestíbul, a l’arc, hi ha una columna a la dreta que presenta un capitell en forma de roda de campana que conté una frase enigmàtica que diu : “Sirven sus voces a Dios y mi lengua para vos”.